# Spaulding Rocks
Spaulding Rocks är en kulle i Antarktis. Den ligger i Västantarktis. Inget land gör anspråk på området. Toppen på Spaulding Rocks är 922 meter över havet.
Terrängen runt Spaulding Rocks är platt åt sydväst, men åt nordost är den kuperad. Trakten är obefolkad. Det finns inga samhällen i närheten. 